# Breiter Spitz
Breiter Spitz är en bergstopp i Österrike.   Den ligger i distriktet Bludenz och förbundslandet Vorarlberg, i den västra delen av landet, 500 km väster om huvudstaden Wien. Toppen på Breiter Spitz är 2 203 meter över havet, eller 66 meter över den omgivande terrängen. Bredden vid basen är 0,39 km.
Terrängen runt Breiter Spitz är bergig åt sydväst, men åt nordost är den kuperad. Runt Breiter Spitz är det ganska glesbefolkat, med 28 invånare per kvadratkilometer.. Närmaste större samhälle är Schruns, 18,4 km nordväst om Breiter Spitz. 
Trakten runt Breiter Spitz består i huvudsak av gräsmarker.